# 逆法拉第效應
在物理學裏，逆法拉第效应跟法拉第效应相反。结论是一个静磁场M可以由圆极化的电磁波诱导产生，比如一个高强度的脉冲激光就可以产生静磁场。圆极化的电磁波的电场部分可以诱导出电流来，根据麦克斯韦方程组，这个电流将产生一个静磁场！磁场的大小正比于电场和它的复共厄的叉积，即
{\displaystyle M={\frac {ie\omega _{P}^{2}}{16\pi \omega ^{2}mc}}[E\times E^{*}]},
其中m是电子质量，e是电荷，c是光速，{\displaystyle \omega } 是电磁波的圆频率，并且定义
{\displaystyle \omega _{P}=({\frac {4\pi \left\langle n\right\rangle e^{2}}{m}})^{\frac {1}{2}}}。